# Prva slovenska nogometna liga 2025-2026
La Prva slovenska nogometna liga 2025-2026 (in lingua italiana: Primo campionato calcistico sloveno 2025-2026), abbreviata in 1. SNL 2025-2026, è la trentacinquesima edizione della massima serie del campionato di calcio sloveno. Si disputa tra il 18 luglio 2025 e il 23 maggio 2026. la squadra campione in carica è l'Olimpia Lubiana, vincitrice dell'ultima edizione della competizione.

## Stagione

### Novità
Il Nafta 1903, posizionatosi all'ultimo posto in classifica nell'annata 2024-2025, è stato retrocesso in 2. SNL. Al suo posto, è stato promosso l'Aluminij, club vincitore del campionato di seconda divisione.
Il Domžale, battendo il Triglav nello spareggio promozione/retrocessione, ha invece guadagnato la permanenza in massima serie.

### Formula
Le dieci squadre partecipanti disputano un girone all'italiana, con gare di andata e ritorno, per un totale di 36 partite. Al termine della stagione, la squadra prima classificata è campione di Slovenia ed è ammessa alla UEFA Champions League 2026-2027, mentre seconda e terza sono ammesse alla UEFA Conference League 2026-2027 e la vincitrice della coppa nazionale alla UEFA Europa League 2026-2027.
L'ultima classificata è retrocessa in 2. SNL, mentre la penultima gioca uno spareggio promozione/retrocessione con una squadra di 2. SNL per la permanenza in massima serie.

## Squadre partecipanti
| Club            | Città         | Stadio                 | Stagione precedente  |
| --------------- | ------------- | ---------------------- | -------------------- |
| Aluminij        | Kidričevo     | Športni park Aluminij  | 1º posto in 2. SNL   |
| Bravo           | Lubiana       | Športni park Ljubljana | 5º posto in 1. SNL   |
| Celje           | Celje         | Stadio Z'dežele        | 4º posto in 1. SNL   |
| Domžale         | Domžale       | Športni park Domžale   | 9º posto in 1. SNL   |
| Koper           | Capodistria   | Stadio Bonifika        | 3º posto in 1. SNL   |
| Maribor         | Maribor       | Stadion Ljudski vrt    | 2º posto in 1. SNL   |
| NŠ Mura         | Murska Sobota | Stadio Fazanerija      | 7º posto in 1. SNL   |
| Olimpia Lubiana | Lubiana       | Stadio Stožice         | Campione di Slovenia |
| Primorje        | Aidussina     | Ajdovščina Stadium     | 6º posto in 1. SNL   |
| Radomlje        | Domžale       | Športni park Domžale   | 8º posto in 1. SNL   |

## Classifica
|                     | Pos. | Squadra         | Pt | G | V | N | P | GF | GS | DR |
| ------------------- | ---- | --------------- | -- | - | - | - | - | -- | -- | -- |
| Slovenia (bandiera) | 1.   | Aluminij        | 0  | 0 | 0 | 0 | 0 | 0  | 0  | 0  |
|                     | 2.   | Bravo           | 0  | 0 | 0 | 0 | 0 | 0  | 0  | 0  |
|                     | 3.   | Celje           | 0  | 0 | 0 | 0 | 0 | 0  | 0  | 0  |
|                     | 4.   | Domžale         | 0  | 0 | 0 | 0 | 0 | 0  | 0  | 0  |
|                     | 5.   | Koper           | 0  | 0 | 0 | 0 | 0 | 0  | 0  | 0  |
|                     | 6.   | Maribor         | 0  | 0 | 0 | 0 | 0 | 0  | 0  | 0  |
|                     | 7.   | NŠ Mura         | 0  | 0 | 0 | 0 | 0 | 0  | 0  | 0  |
|                     | 8.   | Olimpia Lubiana | 0  | 0 | 0 | 0 | 0 | 0  | 0  | 0  |
|                     | 9.   | Primorje        | 0  | 0 | 0 | 0 | 0 | 0  | 0  | 0  |
|                     | 10.  | Radomlje        | 0  | 0 | 0 | 0 | 0 | 0  | 0  | 0  |

Legenda:
      Campione di Slovenia e ammessa alla UEFA Champions League 2026-2027
      Ammessa alla UEFA Europa League 2026-2027
      Ammesse alla UEFA Conference League 2026-2027
 Ammessa allo spareggio promozione-retrocessione
      Retrocesse in 2. SNL 2026-2027
Note:
Tre punti a vittoria, uno a pareggio, zero a sconfitta.
La classifica viene stilata secondo i seguenti criteri:
- Punti conquistati
- Punti conquistati negli scontri diretti
- Differenza reti negli scontri diretti
- Reti realizzate negli scontri diretti
- Differenza reti generale
- Reti totali realizzate

## Spareggio promozione-retrocessione
|  | Risultati |  | Luogo e data |
|  | --------- |  | ------------ |
|  |           |  |              |
|  |           |  |              |
|  |           |  |              |